# Ferrières, Charente-Maritime
Ferrières là một xã trong tỉnh Charente-Maritime trong vùng Nouvelle-Aquitaine, tây nam nước Pháp. Xã Ferrières, Charente-Maritime nằm ở khu vực có độ cao từ 15-41 mét trên mực nước biển.

## Dân số
| Năm  | Dân số | Mật độ |
| ---- | ------ | ------ |
| 1962 | 278    | -      |
| 1968 | 300    | -      |
| 1975 | 282    | -      |
| 1982 | 270    | -      |
| 1990 | 306    | -      |
| 1999 | 362    | 47/km² |